# 1938–1939-es olasz labdarúgókupa
Az 1938–1939-es olasz labdarúgókupa az olasz kupa 6. kiírása. A kupát az Internazionale nyerte meg története során először.

## Eredmények

### Első forduló
| 1. csapat                   | Eredmény       | 2. csapat                  |
| --------------------------- | -------------- | -------------------------- |
| Audace San Michele Extra    | 2–2 (hu.) 0–61 | Vicenza                    |
| Grion Pola                  | 1–2            | D.A. ARSA di Arsia         |
| Ponziana Trieste            | 1–2            | Ampelea Isola d'Istria     |
| Pro Gorizia                 | 3–3 (hu.) 2–11 | C.R.D.A. Monfalcone        |
| Treviso                     | 1–0            | Udinese                    |
| Marzotto Valdagno           | 6–1            | Mestre                     |
| Carpi                       | 2–3            | Parma                      |
| Pavese                      | 0–1 (hu.)      | Derthona                   |
| Reggiana                    | 1–0            | Caratese                   |
| Lecco                       | 4–3 (hu.)      | Cantù                      |
| Monza                       | 6–0            | Cremonese                  |
| Acciaierie Falck Sesto S.G. | 2–1            | Casalini Brescia           |
| Brescia                     | 2–0            | Crema                      |
| Como                        | 3–1            | S.I.A.I. Sesto Calende     |
| Juventus Domo               | 1–2            | Pro Patria                 |
| Legnano                     | 2–2 (hu.) 3–11 | FIAT Torino                |
| Varese                      | 1–0            | Gallaratese                |
| Seregno                     | 3–0            | Omegna                     |
| Pinerolo                    | 2–1            | Asti                       |
| Entella Chiavari            | 2–2 (hu.) 2–11 | Andrea Doria               |
| Vado                        | –2             | Centrale del Latte Genova  |
| Tigullia                    | 0–2            | Cavagnaro Genova-Sestri P. |
| Cuneo                       | 1–3            | Imperia                    |
| Albingaunia Albenga         | 0–3            | Acqui                      |
| Empoli                      | 3–1            | Benini Firenze             |
| SAFFA Fucecchio             | –2             | Pistoiese                  |
| Arezzo                      | 0–2            | Prato                      |
| Grosseto                    | 1–0            | Signe                      |
| Forlimpopoli                | 4–2            | Baracca Lugo               |
| Molinella                   | 3–2            | Forlì                      |
| Rimini                      | –2             | Alma Juventus Fano         |
| Macerata                    | 5–1            | Ascoli                     |
| Gubbio                      | 0–5            | Jesi                       |
| Vis Pesaro                  | 8–1            | Sambenedettese             |
| Perugia                     | 3–0            | Tiferno Città di Castello  |
| Borzacchini Terni           | 4–1            | Foligno                    |
| Supertessile Rieti          | 2–0            | Pescara                    |
| Savoia                      | 2–1            | Bagnolese                  |
| Taranto                     | 3–2            | Lecce                      |
| Brindisi                    | 1–0            | Pro Italia Taranto         |
| Cerignola                   | –2             | Stabia                     |
| Foggia                      | –2             | Manfredonia                |
| Dominante Reggio Calabria   | 2–03           | Messina                    |
| Catania                     | –2             | U.S. Palmese Palmi         |

1 - Megismételt mérkőzés.

2 - A Catania, Centrale del Latte Genova, Cerignola, Foggia, Rimini és SAFFA Fucecchio visszalépett.

3 - Az olasz szövetség döntése alapján.

### Második forduló
A fordulóban csatlakozó csapatok: Alfa Romeo Milano, Biellese, Cagliari, Civitavecchiese, Cosenza, Fiumana, Juventus Siderno, L'Aquila, M.A.T.E.R. Roma, Mantova, Piacenza, Pontedera, Potenza, Pro Calcio S.Giorgio Fois, Ravenna, Rovigo, Savona, SIME Popoli, Siracusa, Valpolcevera.
| 1. csapat                  | Eredmény       | 2. csapat                   |
| -------------------------- | -------------- | --------------------------- |
| Ampelea Isola d'Istria     | 1–1 (hu.) 1–21 | D.A. ARSA di Arsia          |
| Rovigo                     | 4–2            | Pro Gorizia                 |
| Marzotto Valdagno          | 1–2            | Vicenza                     |
| Treviso                    | 3–1            | Fiumana                     |
| Piacenza                   | 1–2            | Mantova                     |
| Monza                      | 5–0            | Derthona                    |
| Reggiana                   | 2–1 (hu.)      | Parma                       |
| Lecco                      | 0–1            | Acciaierie Falck Sesto S.G. |
| Brescia                    | 1–0            | Alfa Romeo Milano           |
| Biellese                   | 8–2            | Legnano                     |
| Varese                     | 2–1            | Pro Patria                  |
| Seregno                    | 1–0            | Como                        |
| Savona                     | 4–3            | Acqui                       |
| Valpolcevera               | 4–2            | Vado                        |
| Cavagnaro Genova-Sestri P. | 5–1            | Entella                     |
| Imperia                    | 2–1            | Pinerolo                    |
| Pistoiese                  | 0–0 (hu.) 0–21 | Molinella                   |
| Prato                      | 2–0            | Empoli                      |
| Pontedera                  | 1–0            | Grosseto                    |
| Ravenna                    | 7–0            | Forlimpopoli                |
| Alma Juventus Fano         | 1–0            | Macerata                    |
| Jesi                       | 1–2 (hu.)      | Vis Pesaro                  |
| Borzacchini Terni          | 1–1 (hu.) 2–01 | Perugia                     |
| Civitavecchiese            | 1–0            | Supertessile Rieti          |
| L'Aquila                   | 2–2 (hu.) 0–71 | M.A.T.E.R. Roma             |
| SIME Popoli                | 3–2            | Manfredonia                 |
| Stabia                     | 3–0            | Savoia                      |
| Cagliari                   | 2–0            | Pro Calcio S.Giorgio Fois   |
| Siracusa                   | 2–02           | Dominante Reggio Calabria   |
| Taranto                    | 2–0            | Brindisi                    |
| Cosenza                    | 1–2            | Potenza                     |
| Juventus Siderno           | 2–0            | U.S. Palmese Palmi          |

1 - Megismételt mérkőzés.

2 - Az olasz szövetség döntése alapján.

### Harmadik forduló
| 1. csapat         | Eredmény             | 2. csapat                   |
| ----------------- | -------------------- | --------------------------- |
| Treviso           | 5–1                  | D.A. ARSA di Arsia          |
| Vicenza           | 6–3                  | Rovigo                      |
| Mantova           | 1–1 (hu.) 2–41       | Monza                       |
| Varese            | 0–2                  | Biellese                    |
| Reggiana          | 1–1 (hu.) 0–11       | Brescia                     |
| Seregno           | 5–0                  | Acciaierie Falck Sesto S.G. |
| Valpolcevera      | 1–0                  | Cavagnaro Genova-Sestri P.  |
| Savona            | 0–1                  | Imperia                     |
| Ravenna           | 1–2                  | Molinella                   |
| Prato             | 6–0                  | Pontedera                   |
| Vis Pesaro        | 1–0                  | Alma Juventus Fano          |
| Civitavecchiese   | 3–2                  | Cagliari                    |
| Borzacchini Terni | 0–0 (hu.) 0–31       | SIME Popoli                 |
| Stabia            | 1–1 (hu.) 5–4 (hu.)1 | M.A.T.E.R. Roma             |
| Taranto           | 1–0                  | Potenza                     |
| Juventus Siderno  | 1–0                  | Dominante Reggio Calabria   |

1 - Megismételt mérkőzés.

#### Kvalifikáció a Serie B-ből
| 1. csapat  | Eredmény | 2. csapat |
| ---------- | -------- | --------- |
| Fanfulla   | 1–2      | Vigevano  |
| Fiorentina | 4–0      | Verona    |

### Negyedik forduló
A fordulóban csatlakozó csapatok: Alessandria, Anconitana-Bianchi, Atalanta, Casale, Padova, Palermo, Pisa, Pro Vercelli, Salernitana, Sanremese, Siena, SPAL, Spezia, Venezia.
| 1. csapat          | Eredmény       | 2. csapat       |
| ------------------ | -------------- | --------------- |
| Vicenza            | 2–1            | Treviso         |
| Padova             | 3–1            | Vigevano        |
| Atalanta           | 3–1            | Seregno         |
| Biellese           | 2–1            | Casale          |
| Brescia            | 0–1            | Venezia         |
| Monza              | 3–2            | Valpolcevera    |
| Pro Vercelli       | 4–3            | Alessandria     |
| Imperia            | 2–1            | Sanremese       |
| Spezia             | 1–0            | Molinella       |
| Anconitana-Bianchi | 6–1            | SPAL            |
| Vis Pesaro         | 1–0            | Pisa            |
| Prato              | 2–2 (hu.) 0–11 | Fiorentina      |
| Siena              | 2–3 (hu.)      | Civitavecchiese |
| Stabia             | 0–1            | SIME Popoli     |
| Taranto            | 2–3 (hu.)      | Salernitana     |
| Juventus Siderno   | 0–0 (hu.) 0–31 | Palermo         |

1 - Megismételt mérkőzés.

### Ötödik forduló
A fordulóban csatlakozó csapatok: Ambrosiana-Inter, Bari, Bologna, Genova 1893, Juventus, Lazio, Liguria, Livorno, Lucchese, Milan, Modena, Napoli, Novara, Roma, Torino, Triestina.
| 1. csapat    | Eredmény       | 2. csapat          |
| ------------ | -------------- | ------------------ |
| Livorno      | 2–1            | Salernitana        |
| Napoli       | 1–1 (hu.) 0–11 | Ambrosiana-Inter   |
| Triestina    | 1–0 (hu.)      | Bologna            |
| Vis Pesaro   | 0–4            | Roma               |
| Monza        | 2–0            | Civitavecchiese    |
| Biellese     | 2–1            | Lucchese           |
| Padova       | 1–3            | Juventus           |
| Genova 1893  | 5–2            | Fiorentina         |
| Pro Vercelli | 1–1 (hu.) 0–21 | Novara             |
| SIME Popoli  | 3–2 (hu.)      | Liguria            |
| Modena       | 3–2 (hu.)      | Bari               |
| Palermo      | 2–1 (hu.)      | Vicenza            |
| Spezia       | 0–1            | Venezia            |
| Torino       | 2–1            | Imperia            |
| Lazio        | 1–0            | Atalanta           |
| Milan        | 4–0            | Anconitana-Bianchi |

1 - Megismételt mérkőzés.

### Nyolcaddöntő
| 1. csapat   | Eredmény  | 2. csapat        |
| ----------- | --------- | ---------------- |
| Livorno     | 0–1 (hu.) | Ambrosiana-Inter |
| Roma        | 2–1       | Triestina        |
| Monza       | 2–1       | Biellese         |
| Juventus    | 0–1       | Genova 1893      |
| SIME Popoli | 0–1       | Novara           |
| Modena      | 3–0       | Palermo          |
| Venezia     | 3–2       | Torino           |
| Milan       | 2–1       | Lazio            |

### Negyeddöntő
| 1. csapat        | Eredmény | 2. csapat   |
| ---------------- | -------- | ----------- |
| Ambrosiana-Inter | 1–0      | Roma        |
| Monza            | 1–2      | Genova 1893 |
| Novara           | 3–0      | Modena      |
| Venezia          | 1–2      | Milan       |

### Elődöntő
| 1. csapat   | Eredmény  | 2. csapat        |
| ----------- | --------- | ---------------- |
| Genova 1893 | 1–3 (hu.) | Ambrosiana-Inter |
| Novara      | 3–2       | Milan            |

### Döntő
| 1939. június 18. |

| Ambrosiana-Inter | 2–1   | Novara             |
| ---------------- | ----- | ------------------ |
| Frossi 8' 36'    | (2–0) | 59' Marchionneschi |

| Stadio Olimpico, Róma Nézőszám: – Játékvezető: Generoso Dattilo |

| Az 1938–1939-es olasz labdarúgókupa győztese: |
| --------------------------------------------- |
| Ambrosiana-Inter 1. cím                       |